# Riposto
Riposto is een gemeente in de Italiaanse provincie Catania (regio Sicilië) en telt 14.619 inwoners (31-12-2004). De oppervlakte bedraagt 12,9 km², de bevolkingsdichtheid is 1133 inwoners per km².
De volgende frazioni maken deel uit van de gemeente: Torre Archirafi - Quartirello - Carrubba - Altarello - Archi - Praiola.

## Geschiedenis
De geschiedenis van Riposto is nauw verbonden met Mascali, tot wiens graafschap het behoorde. De producten van de provincie werden verzameld in de magazijnmagazijnen van Riposto.  Sicilianen begonnen naar Riposto te verhuizen vanuit Messina (stad) in het noorden, maar vooral vanuit Acireale in het zuiden, waarvan de inwoners de gronden in de gemeente transformeerden in boomgaarden en wijngaarden. De Venetiaanse machtige Pasini-familie ontwikkelde het economische leven van het gebied in 18e eeuw.
In de volgende eeuw ontwikkelde Riposto zich tot een welvarende handelsplaats en werd het in 1842 onafhankelijk van de gemeente Giarre. De ontwikkeling werd geholpen door de opening van een spoorlijn van Catania naar Messina in de jaren 1860. 
De belangrijkste kerk van Riposto is de neoklassieke Basilica di San Pietro, voltooid in 1865. De oudste kerk is de Chiesa della Madonna della Lettera, in vier fasen gebouwd: in de jaren 1100, tijdens de Renaissance, in de 1700e eeuw en in 1868. Torre Archiraf is de thuisbasis van het barokke paleis Palazzo dei Principi Natoli, gebouwd in de jaren 1700.
De Italiaanse zanger Franco Battiato (1945–2021) groeide op in Riposto.

## Economie en vervoer
De belangrijkste industrieën van Riposto zijn toerisme, visserij en landbouw (citrusvruchten, druiven, aardappelen). Riposto is verbonden met steden in het binnenland door de 111 kilometer lange Ferrovia Circumetnea-spoorverbinding. Er loopt ook een spoorlijn van Messina naar Syracuse (Italië) door Riposto.
Riposto heeft een moderne haven genaamd "Marina di Riposto" of "Porto dell' Etna " vanwege zijn ligging.

## Cultuur
Franco Battiato maakte in deze stad, waaraan hij altijd zeer gehecht bleef, een deel van zijn film Perdutoamor met medewerking van Gregorio Alicata, ook een inwoner van Riposto.

## Impressie

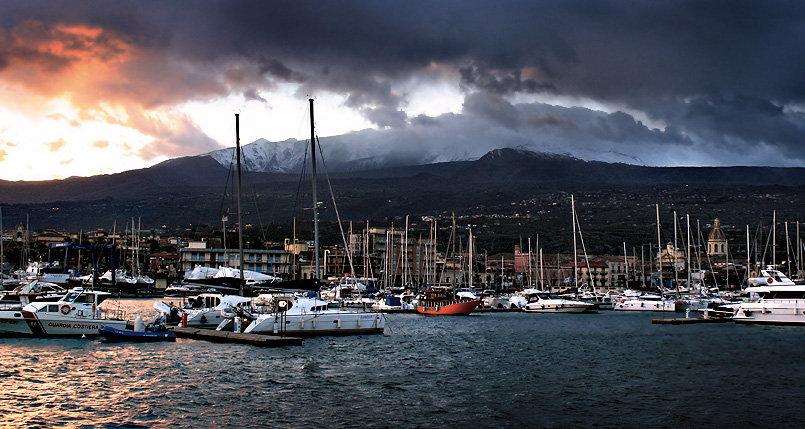
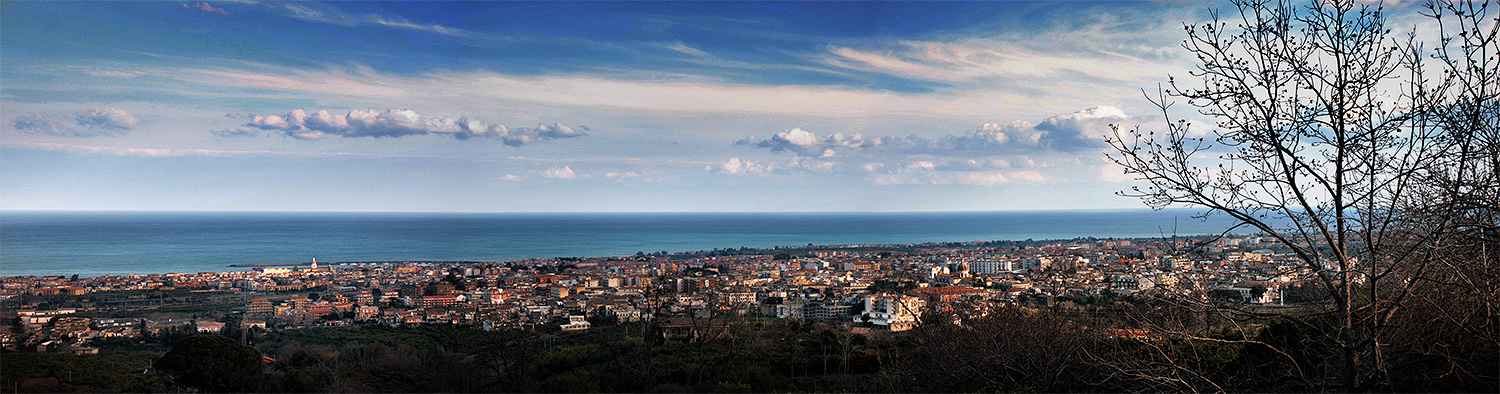
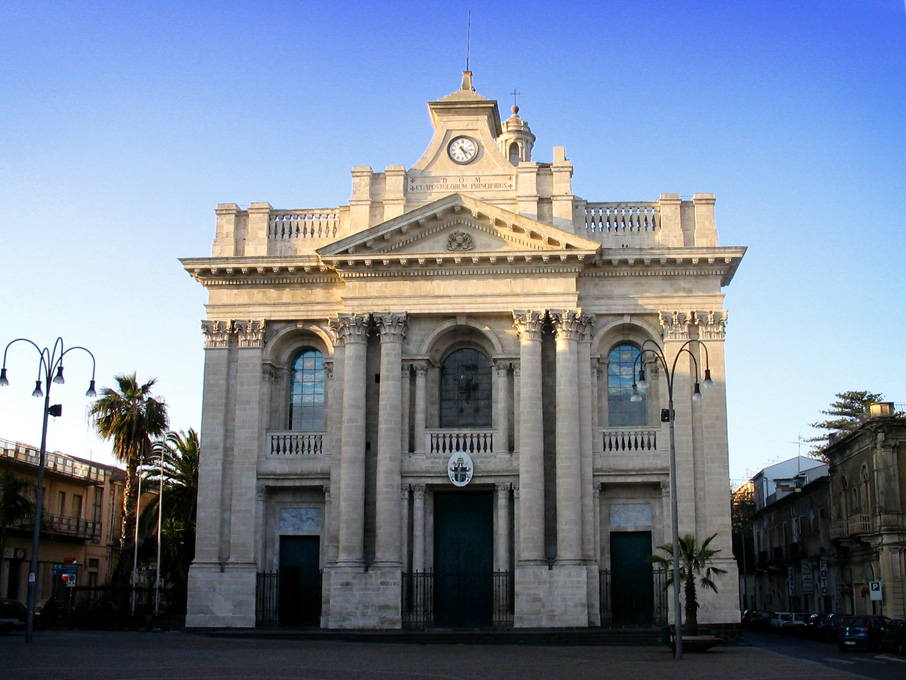
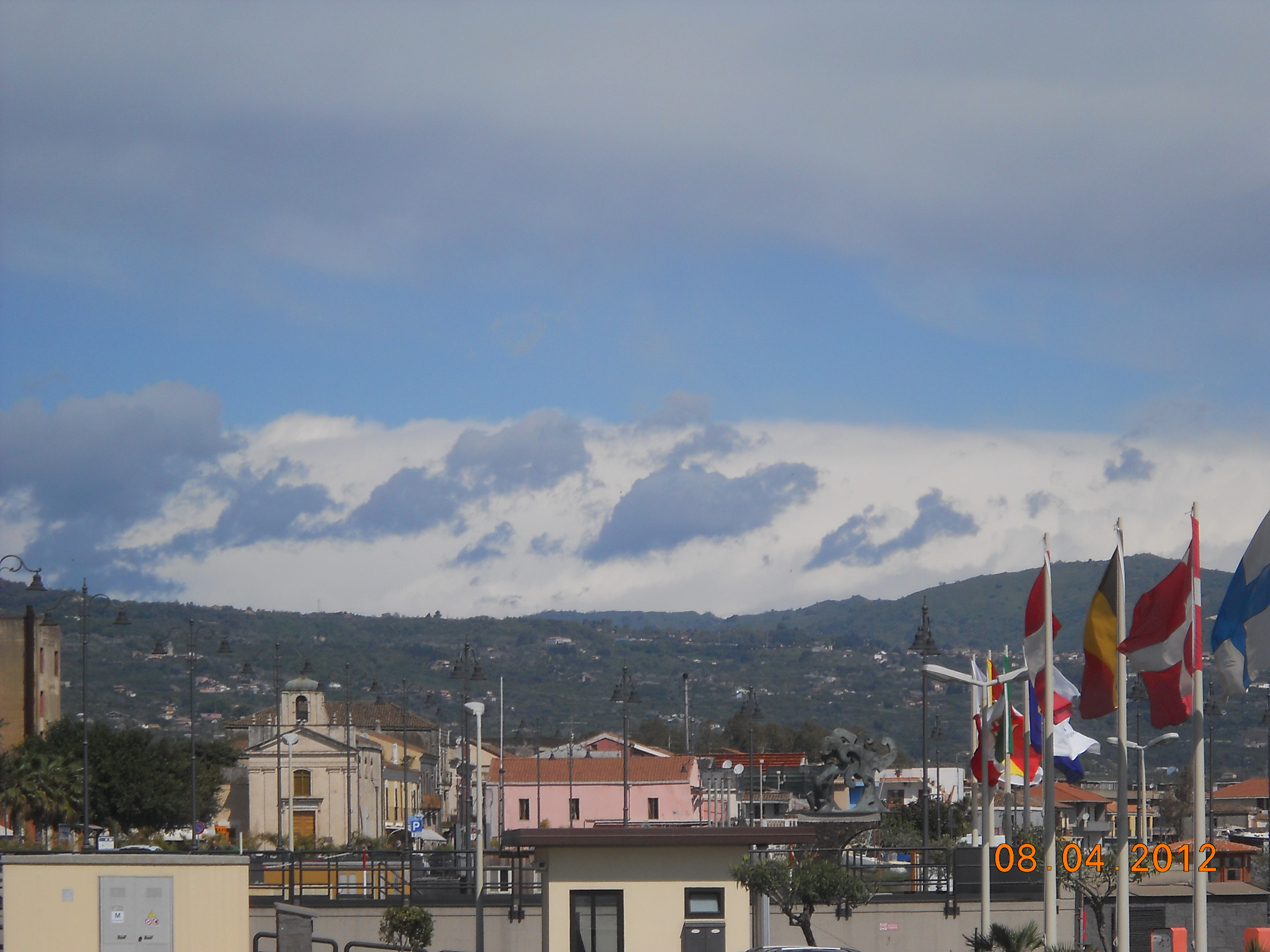
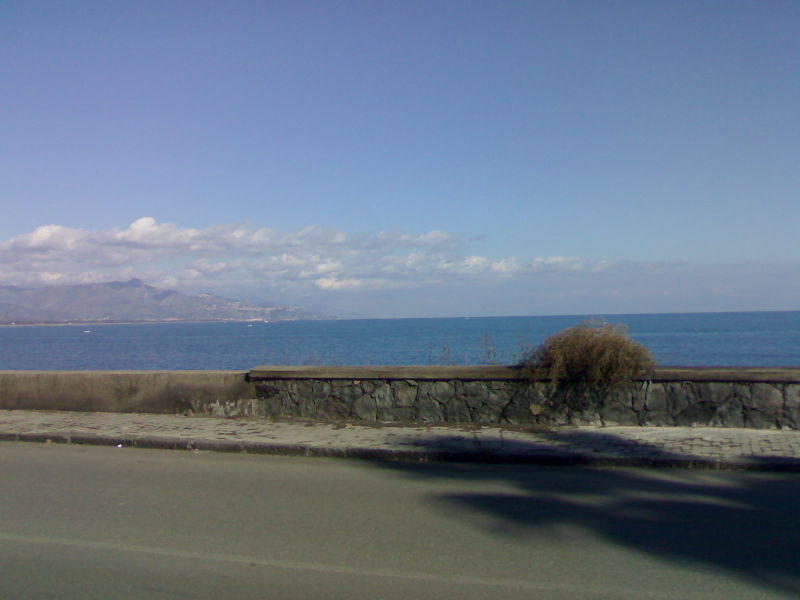

## Demografie
Riposto telt ongeveer 5669 huishoudens. Het aantal inwoners daalde in de periode 1991-2001 met 0,7% volgens cijfers uit de tienjaarlijkse volkstellingen van ISTAT.
| Jaar | Inwoneraantal |
| ---- | ------------- |
| 1991 | 14.048        |
| 2001 | 13.951        |

## Geografie
De gemeente ligt op ongeveer 7 m boven zeeniveau.
Riposto grenst aan de volgende gemeenten: Acireale, Giarre, Mascali.